# Union sociale-démocrate (Serbie)
Pour les articles homonymes, voir Union sociale-démocrate.
L'Union sociale-démocrate (en serbe cyrillique : Социјалдемократска унија ; en serbe latin : Socijaldemokratska unija ; en abrégé : SDU) est un parti politique social-démocrate serbe fondé en 2003. Il a son siège à Belgrade et est présidé par Žarko Korać.

## Activités électorales

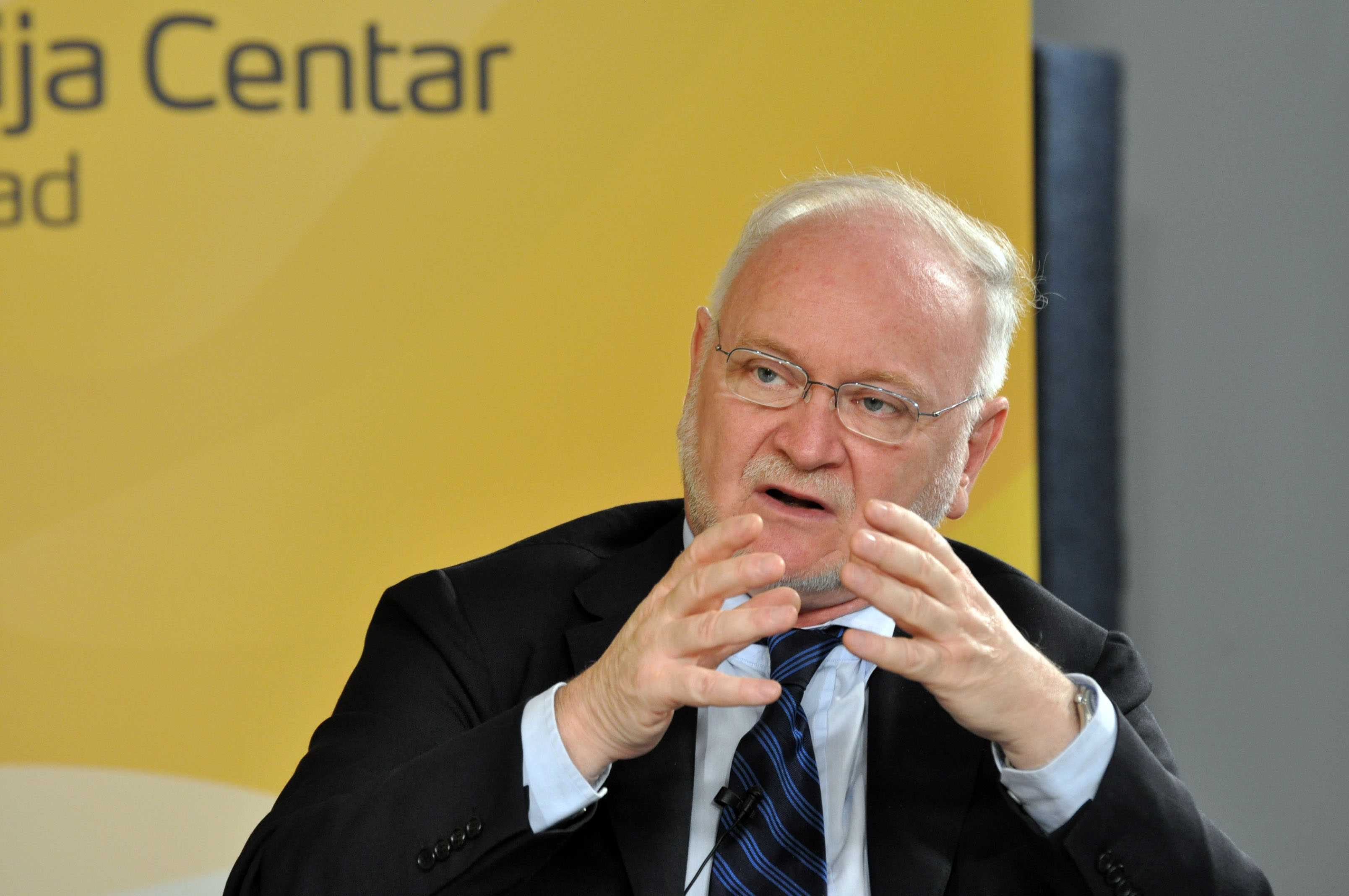
Žarko Korać

L'Union sociale-démocrate (SDU) participe aux élections législatives serbes de 2003 sur la liste du Parti démocratique (DS), ce qui vaut à son président, Žarko Korać, d'être élu député à l'Assemblée nationale de la république de Serbie.
Aux élections législatives du 21 janvier 2007, l'Union sociale-démocrate participe à une coalition emmenée par le Parti libéral-démocrate (LDP) de Čedomir Jovanović ; elle comprend aussi l'Alliance civique de Serbie (GSS) et la Ligue des sociaux-démocrates de Voïvodine (LSV). La coalition remporte 5,31 % des suffrages et obtient 15 sièges sur 250 à l'Assemblée. Korać est réélu député.
Au premier tour de l'élection présidentielle serbe de 2008, l'Union a soutenu le candidat Čedomir Jovanović. Aux élections législatives anticipées de la même année, le parti figure sur la liste du LDP. La liste obtient 216 902 voix, soit 5,24 % des suffrages et envoie 13 représentants à l'Assemblée ; Žarko Korać est reconduit dans son mandat parlementaire.
Toujours aux côtés du LDP, le SDU participe aux élections générales de 2012 et fait partie de la coalition politique Preokret de Čedomir Jovanović,. Aux élections législatives, l'alliance obtient 6,53 % des suffrages et 19 députés, ce qui vaut à Korać d'être encore une fois député.